# Databricks
Databricks ist ein US-amerikanisches Softwareunternehmen aus San Francisco, welches cloudbasierte Lösungen zum Aufbau und zur Verwaltung von Daten für Unternehmen anbietet und dies mit Modellen des maschinellen Lernens und künstlicher Intelligenz verknüpft.

## Geschichte
Das Unternehmen entstand aus dem Projekt AMPLab der University of California, Berkeley. Der Begründer vom ebenfalls an genannter Universität entwickelten Apache Spark, Matei Zaharia, war 2013 Mitgründer von Databricks. In den Folgejahren akquirierte Databricks verschiedene Unternehmen aus den Bereichen Datenvisualisierung, Datenverwaltung und Datenanalyse.
Als Reaktion auf den Erfolg von ChatGPT veröffentlichte Databricks im März 2023 das Große Sprachmodell (LLM) Dolly unter einer Open-Source-Lizenz, mit welchem Entwickler selber Chatbots in Anlehnung an ChatGPT erstellen können. Im Juni 2023 erwarb Databricks für 1,3 Mrd. US-Dollar das Unternehmen MosaicAI, ein Startup aus dem Bereich der Open Source Künstlichen Intelligenz, als bisher größte Übernahme. Das Team von MosaicAI entwickelte das im März 2024 als Open-Source-Modell veröffentlichte LLM DBRX. Nach auf der eigenen Website veröffentlichten Aussagen übertrifft es in der Leistungsfähigkeit das bis dahin beste Open-Source-LLM Mixtral 8x7B von Mistral AI, was es zum aktuell besten Open-Source-LLM macht (Stand: April 2024), und reicht nah an die Möglichkeiten der stärksten Modelle überhaupt heran (z. B. GPT-4).